# آرون سیمپسون
آرون سیمپسون (انگلیسی: Aaron Simpson؛ زادهٔ ۲۰ ژوئیهٔ ۱۹۷۴) ورزشکار هنرهای رزمی ترکیبی و کشتی‌گیر اهل ایالات متحده آمریکا است.